# Эйнсворт, Элизабет
Элизабет Эйнсворт (Elizabeth Anna «Lisa» Ainsworth) — американский ботаник, занимается физиологическими и молекулярными реакциями растений на глобальные изменения, а также фотосинтезом и углеводным обменом.
Доктор философии, главный исследователь USDA Agricultural Research Service, адъюнкт-профессор Иллинойсского университета в Урбане-Шампейне.

## Биография
Окончила Калифорнийский университет в Лос-Анджелесе (бакалавр биологии). В Иллинойсском университете в Урбане-Шампейне получила степень доктора философии по растениеводству. Являлась Гумбольдтским фелло Юлихского исследовательского центра. В 2016—2017 гг. именной приглашённый профессор Стэнфорда.

## Награды и звания
- Медаль президента Society for Experimental Biology[англ.] (2011)
- Charles Albert Shull Award, Американское общество биологов растений (2012)
- Thomson Reuters/Clarivate Analytics Highly Cited Researcher (2016, 2017)
- Presidential Award, Crop Science Society of America (2018)
- NAS Prize in Food and Agriculture Sciences (2019)[1]